# Bythocypris sollasi
Bythocypris sollasi is een mosselkreeftjessoort uit de familie van de Bythocyprididae. De wetenschappelijke naam van de soort is voor het eerst geldig gepubliceerd in 1910 door Chapman.